# E-bok
En e-bok, ebok, elektronisk bok eller digital bok är en text- och bildbaserad publicering i digital form som kan läsas på datorer, läsplattor och vissa mobiltelefoner. Ibland motsvarar e-boken en vanlig tryckt bok, men den kan också ha skapats digitalt. Oxford Dictionary of English definierar e-boken som "en elektronisk version av en tryckt bok", men e-böcker kan finnas utan någon tryckt motsvarighet.
En e-bok kan ha så kallat "flödande innehåll" som flödar om beroende klientens skärmupplösning och andra egenskaper. Innehållet kan också vara "låst" och då är layouten möjlig att kontrollera i högre grad, oavsett klient läsaren använder, men tillgängligheten kan i vissa fall bli lidande.

## Historia
De tidigaste allmänna e-böckerna fanns i det digitala biblioteket Project Gutenberg, år 1971.
Tidiga e-böcker var generellt skrivna för specialområden och en begränsad publik, och var tänkta att läsas enbart av små och hängivna intressegrupper. 
Under 1990-talet blev överföring av elektroniska filer, bland annat e-böcker, mycket enklare.
Åtskilliga e-boks-format växte fram och frodades. Vissa stöddes av större mjukvaruföretag som Adobe med sitt PDF-format, medan andra stöddes av oberoende och öppna källkodsprogrammerare.

## I Sverige
En undersökning genomförd år 2021 av Internetstiftelsen visade att  under det senaste året hade 11 procent av de svenska internetanvändarna läst e-böcker och tre procent gjorde det dagligen. Samma undersökning visade 2020 att det främst är gruppen studerande som läser e-böcker, 41 procent, medan endast 18 procent av pensionärerna läser e-böcker.
År 2017 ökade försäljningen av digitala böcker, inklusive ljudböcker, i Sverige med 120 procent. Motsvarande 30 procent av förlagens utgivning av nya titlar var e-böcker och digitala böcker utgjorde 18 procent av den totala bokförsäljningen.
Det gjordes 2017 över 12 miljoner lån av e-böcker från Sveriges alla offentliga bibliotek och lån av e-böcker från folkbiblioteken ökade med 14 procent.
2019 utgjorde e-böckerna knappt tre procent av de utlånade böckerna på svenska folkbibliotek, men innebar samtidigt en stor kostnad. Det avtal som biblioteken hade med förlagen gällande e-böcker innebar att en billig e-bok kunde kosta 20 kronor för varje nedladdning och en dyr kunde kosta mer än 89 kronor. Förlagen har möjlighet att höja priset utan att meddela biblioteken.